# تومومیتسو یاماگوچی
تومومیتسو یاماگوچی مجری تلویزیون، خواننده، هنرپیشه، و صداپیشه اهل ژاپن بود.
از فیلم‌ها یا برنامه‌های تلویزیونی که وی در آن نقش داشته‌است می‌توان به قلعه شناور اشاره کرد.